# Orrius
Orrius (oficialmente en catalán: Òrrius) es un municipio de Cataluña, España. Pertenece a la provincia de Barcelona, y se halla en la comarca del Maresme. Según datos de 2009 su población era de 640 habitantes. Limita con La Roca del Vallés y Argentona al norte, Cabrils al sudoeste y con San Ginés de Vilasar al sudeste.

## Historia
Aparece citado por primera vez como vila de Orreos en documentos de 974. Este topónimo, que procede del latín horrea, significa graneros. Formó parte de los territorios de los señores del castillo de Burriac hasta que en 1357 el rey Pedro IV de Aragón concedió la jurisdicción del lugar a los señores de la Roca del Vallés.

## Demografía
Orrius cuenta con una población de 805 habitantes (INE 2024).
| Gráfica de evolución demográfica de Orrius entre 1842 y 2021                                                          |
| |
| Población de derecho según los censos de población del INE. Población de hecho según los censos de población del INE. |

## Cultura

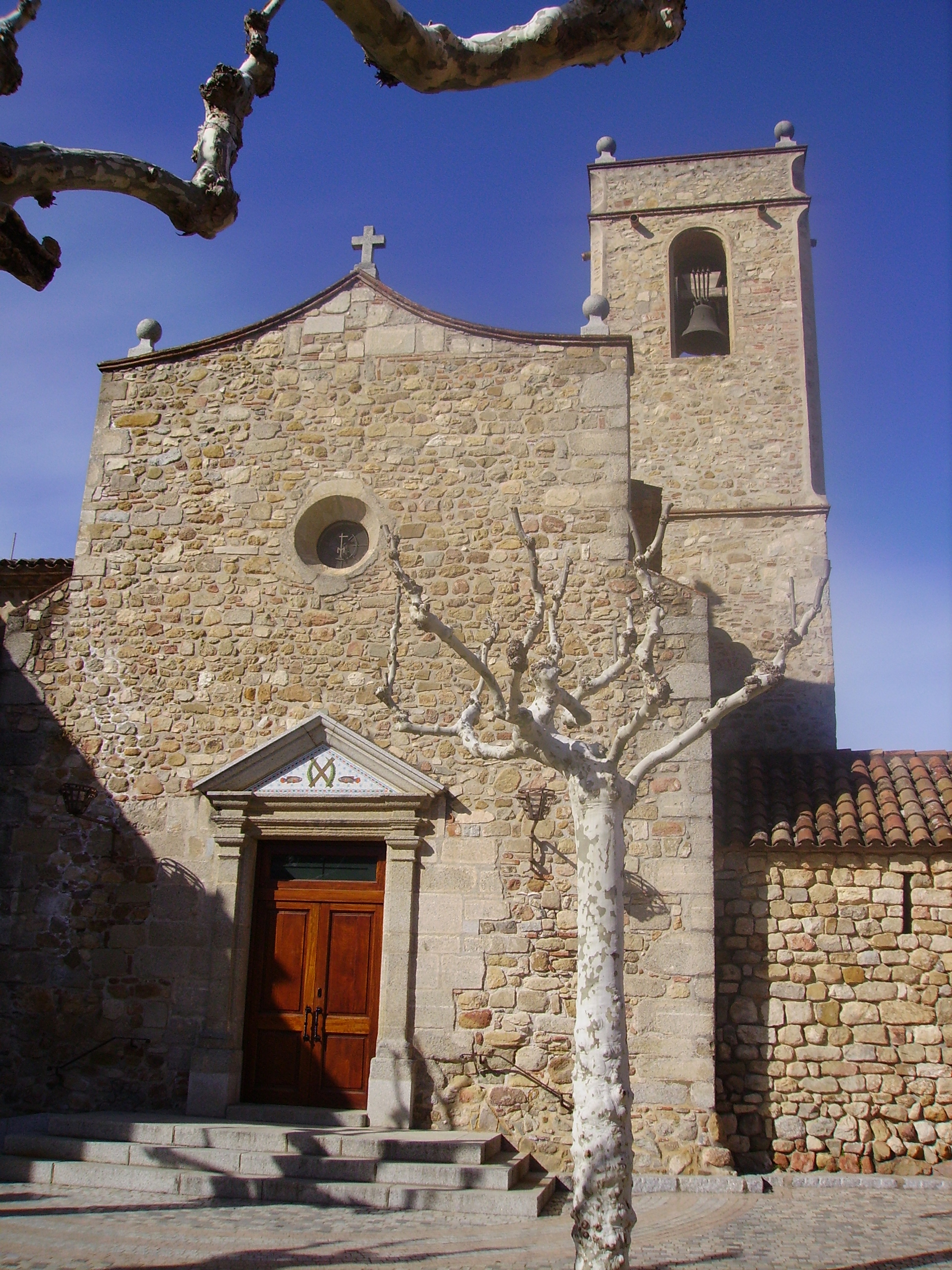
Iglesia de San Andrés

El pueblo está organizado alrededor de la iglesia de San Andrés. Se trata de un edificio del siglo XVI de estilo gótico tardío. Es de nave única con planta de cruz latina y tiene capillas adosadas que fueron añadidas con posterioridad. Se conserva una pequeña ermita románica en la zona del baptisterio. El campanario de la iglesia es de construcción posterior y data de 1826. En 1981 se encontraron dentro de la iglesia un tesoro de monedas de la época de Berenguer Ramón II.
Dentro del término municipal se encuentra la San Bartolomé de Cabañas, documentada en 1191. Es un edificio románico de nave única con un ábside semicircular. La cubierta es de bóveda de cañón y tiene un campanario de espadaña. 
Orrius celebra su fiesta mayor el 30 de noviembre, festividad de San Andrés. Durante esta fiesta se reparten los peixos, un pastelito en forma de pez típico de la población. También es conocida la Festa de la Plantada del Maig, el segundo sábado de mayo, en la que se planta un árbol muy alto transportado por la gente del pueblo hasta la plaza de la localidad.

## Patrimonio
La localidad cuenta con un mágico bosque en el que se encuentra el dolmen de Céllecs y ha sido escenario de pasados akelarres. En los años 1950, un anónimo escultor talló distintas rocas del bosque, creando la imagen de un elefante, de un moai y de un indio. El paraje ofrece alguna "ruta prehistórica". Hay historias apócrifas que apuntan a que en el siglo XV, el bandolero Perot Rocaguinarda dejaba una marca en la Roca de las Cruces del bosque cada vez que ejecutaba a alguna de sus víctimas.

## Economía
Tradicionalmente, la principal actividad económica ha sido  la agricultura, especialmente los cultivos de secano. Sin embargo, la proximidad de la población con Mataró provocó que desde la década de 1970 el pueblo se convirtiera en lugar de residencia de habitantes de esta ciudad. Por ello, la mayoría de los residentes trabaja fuera del término municipal.
Hay poca actividad industrial. Una pequeña cantera de granito se sigue explotando.